# Arnold Hauser
Arnold Hauser, né le 8 mai 1892 à Temesvár et mort le 28 janvier 1978 à Budapest, est un historien de l'art hongrois, peut-être la figure de proue du marxisme dans ce domaine. Il traite de l'influence sur l'art du changement dans les structures sociales. Son ouvrage The Social History of Art (1951) fait valoir que l'art, qui a commencé comme « plat, symbolique, formel, abstrait et soucieux des êtres spirituels », est devenu plus réaliste et naturaliste au fur et à mesure que les sociétés sont devenues moins hiérarchiques et autoritaires et plus mercantiles et bourgeoises (Harrington).

## Ouvrages
- 1951 : Sozialgeschichte der Kunst und Literatur (« Histoire sociale d'art et de littérature »)
- 1958 : Philosophie der Kunstgeschichte (« Philosophie de l'histoire de l'art »)
- 1964 : Der Manierismus. Die Krise der Renaissance und der Ursprung der modernen Kunst (« Maniérisme: La crise de la Renaissance et l'origine de l'art moderne »)
- 1974 : Soziologie der Kunst (« Sociologie de l'art »)
- 1978 : Im Gespräch mit Georg Lukács kleiner Sammelband mit drei Interviews und dem Essay Variationen über das tertium datur bei Georg Lukács

## Source de la traduction
- (en) Cet article est partiellement ou en totalité issu de l’article de Wikipédia en anglais intitulé « Arnold Hauser (art historian) » (voir la liste des auteurs).
- Notices d'autorité :   - VIAF
  - ISNI
  - BnF (données)
  - IdRef
  - LCCN
  - GND
  - Japon
  - CiNii
  - Espagne
  - Belgique
  - Pays-Bas
  - Pologne
  - Israël
  - NUKAT
  - Catalogne
  - Vatican
  - Australie
  - Norvège
  - WorldCat